# 邵語

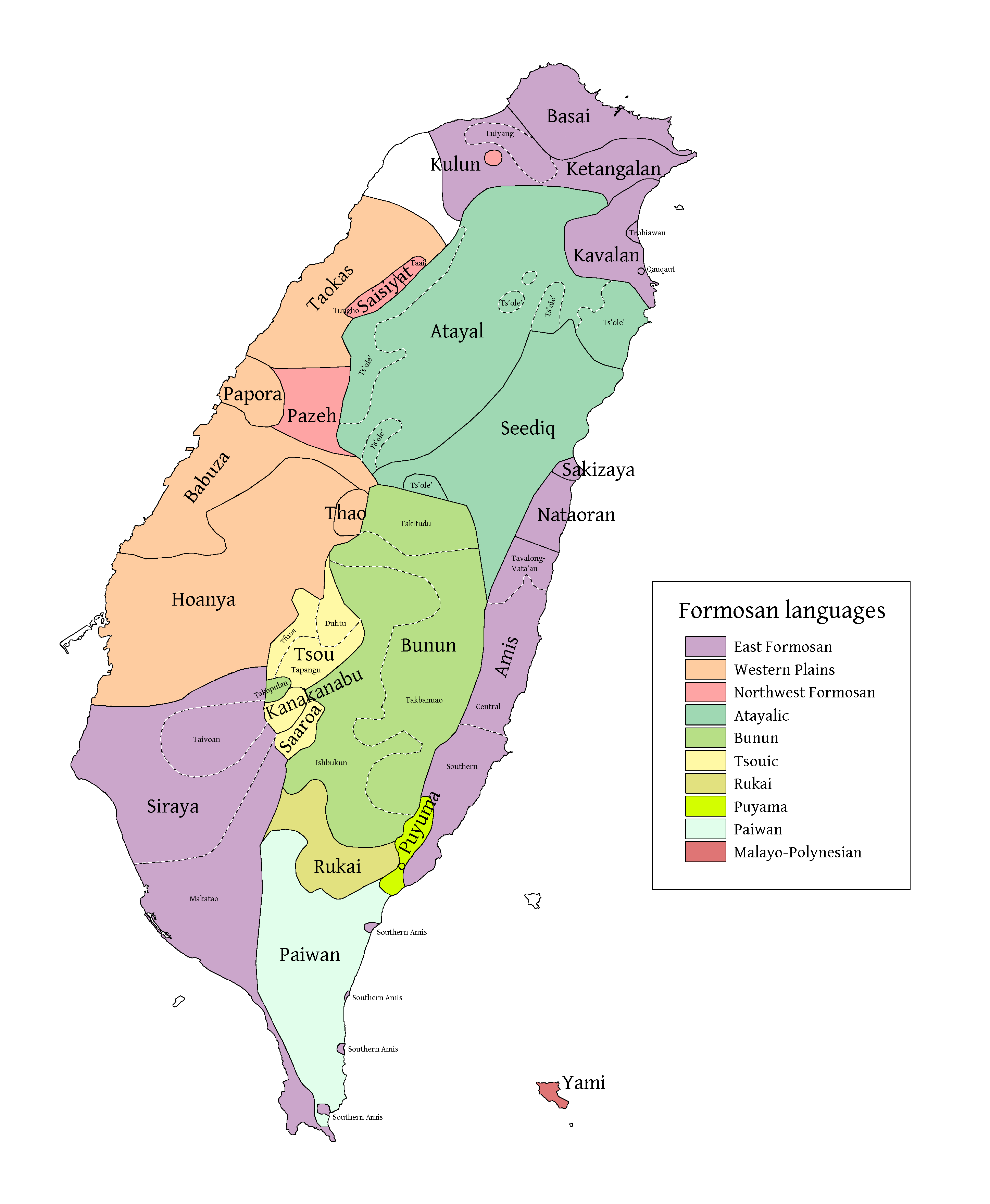
漢人遷台之前的台灣南島語言分布圖(按 Blust, 1999).東台灣"蘭嶼島(深紅色)表示為使用馬來-玻里尼西亞語族巴丹語群達悟語的區域.

邵語為台灣原住民邵族所使用的語言，屬於南島語系，歸類為西部平原語族， 因主要分布於中台灣南投縣日月潭、雨社山及益則坑(Aksa)一帶等地。其族群常與信義鄉濁水溪流域的潭南、地利、雙龍等部落之布農族卡社群人合作並通婚，所以在邵語中常有借詞出自卡群布農語。
2012年，邵語、噶瑪蘭語等五種台灣原住民族語言，被聯合國教科文組織及台灣語言學者列為瀕危語言中的「極度危險」及正在消失的語言。同年邵族文化發展協會理事長高榮輝亦表示：「⋯⋯恐怕五到十年內，邵語就可能消失。」。直至2012年，能流利使用邵語的族人僅有十餘人，依據原民會至2012年12月18日調查結果，在日常生活中會使用邵語的族人僅佔全邵族人口的 26.2％（190人）。邵語是台灣原住民族語能力認證中的語言之一。

## 語言分佈及發展
邵族的語言發展如巴宰族等其他西部平埔族群有相同命運，因殖民、同化等原因，大多族人以外來語言為通用語，使族語在強勢的漢語中式微。2001年8月8日行政院正式核定邵族為台灣原住民部族之一。

### 語言分佈
公元2000年在南投縣魚池鄉日月潭的日月村(Baraw-baw/卜吉社/北窟)大約有5至6人會講邵語，而年齡都超過60歲以上。邵語屬於南島語系台灣南島語言之一種；大抵分為兩種地區語音方言(1).「Barawbaw」(日月村/卜吉社/北窟)、(2).「Taypina」(大平林、原在Shtafari(頭社))。 因台灣閩南人大量湧入卜吉社及頭社等地區，故Barawbaw邵族近年來計劃遷移至日月潭Puzi(土亭仔/白色)地區重新落戶。而Shtafari邵族於台灣日治時期已遷移至南投水里頂崁村台21線集里路第1鄰到第3鄰大平巷地區落戶、即為「Taypina wa Thaw」(大平林邵族)，而其聚落稱之為雨社山聚落。不過，大平林地區已完全不使用邵語、只講台灣閩南語，亦無邵族文化標誌「公媽籃」(ulalaluan (a qafay)/祖靈籃)的信仰、改祀台灣民間的神道教信仰。 另少部分邵族居住於水里民和村益則坑(Aksa)一帶，其餘族人散居於各地。

### 語言發展
這些年來經南投縣魚池鄉日月潭日月村邵族長老石阿松袁嫦娥夫婦(ti Kilash lasti Ishuz)及族人全力的投入邵語振興運動，邵語漸漸為人所重視。2001年3月簡史朗及石阿松(Kilash Shiqatafatu/1923-2017.2.7)出版合編之「邵語讀本」。 於2003年長老石阿松協助美國學者白樂思編纂成「邵語詞典(邵語-英語)」， 至2004年3月長老石阿松夫婦及簡石朗等人參予編纂<國民中小學九年一貫課程語文學習領域-原住民語>、其中簡石朗主編〈邵語學習手冊第(1-9)階〉。 2006年6月日本学习院大学出版石阿松長老以日語假名記音的「石阿松氏邵語語彙4000」之調查研究報告。 邵語發展現況、由石阿松長老並族人，以及毛隆昌(巴努‧佳巴暮暮)、簡史朗、高榮輝、白宏如等人積極在進行邵語推廣教授課程。 於2009年起臺灣南投縣邵族本土教育資源中心為推廣邵語進行網路數位化學習計劃。 2011年9月中研院李壬癸院士出版於1975年及1996-2003年所採錄之「邵族傳說歌謠集」。 於2012年簡史朗主編成「邵語詞典(邵語-中文)」。 不過至2013年、原住民族電視台還沒有邵語族語新聞節目。

## 語音系統
邵語的元輔音之音素大都使用適當的Unicode符號來標示。台灣南島語的書寫系統的訂定，原則上都是先「發音部位」(橫列)、後「發音方法」(縱列)、再考量「清濁音」，來訂定其書寫字母。

## 文法架構
文法的分類上台灣南島語並不同於一般的分析語或其它綜合語裡的動詞、名詞、形容詞、介詞和副詞等之基本詞類分類。比如台灣南島語裡普遍沒有副詞，而副詞的概念一般以動詞方式呈現、可稱之為「副動詞」，類之於俄語裡的副動詞。 台灣南島語邵語之分類法、和分析語等之分類法加以綜合而成提供對照參考。

## 例文
邵語屬台灣南島語言之一，與其他南島語言類同、典型的文法架構呈現南島語系特徵。亦可將"SVO語序"和格位標記及焦點系統並用。 疑問句尾會加獨立詞綴/qa/、或則變化語句聲調。

### 生活用語
- 問候語(Greetings)：

1. Maqitan ihu. 你好.(How are you doing?) ihu 指"你",maqitan 為"好/很好"."早安/午安/晚安"等均可用"maqitan ihu"表示.
2. Maqitan yaku. 我很好.(I am fine.) yaku 指"我".
3. P'ashtay pyakal'inkin. 大家/你們/好.(Hi! everybody.) pyakalinkin 為"平安/好"之意；針對特定對象。而 makalinkin 則指咱們大夥兒都好/感謝。再 yakalinkin 則是沒有特定對象也沒時間限制的問好說法。[43] pashtay 指"大家/你們/"，用在多人的場合且不包含說話者(排除式)。如包含說話者(包含式)則用 mashtay。Mashtay maqaran yanan fari.(有風吹來大家都很舒服.)
4. Kiminaniza ihu? 你用過餐了嗎?(Have you got your meal?)為疑問句型. kiminan-iza 音調上揚,指"已用餐"./-iza/為動貌詞綴表已完成.
5. Kiminaniza yaku. 我吃過了.(Yes, I got.)為一般句型,本句為主詞 yaku 在後,動詞 kiminaniza 在前,為典型南島語系句型. kiminan-iza 音調下抑,指"用餐完畢".
6. Zain nak a lhanaz cuax. 我的名字叫cuax.(My name is cuax.) zain為謂語、叫/稱呼之意，cuax(人名)作其受詞。nak(我的)為單數第1人稱屬格，跟著連繫詞 a 再和 lhanaz(名字)組成「連繫詞組」(nak a lhanaz)作主語.此句為典型南島語VSO句型.
7. Piakalingkin. 祝福語，祝平安健康。

- 道謝語(Thanks)：

1. Anuniza. 多謝.(Thank you.) 或用/makalinkin/表示"謝謝,感謝,大家平安"等之意。而布農語的"謝謝"一詞為/uniza/.

- 道別語(Farewells)：

1. Uqthawan mapariqaz. 再見.(So long.) uqthawan 為"再一次"，mapa-riqaz 為主事焦點(AF)謂語"(互相)見面"之意。前綴/mapa-/為"互相"(reciprocal)之意。
2. Amusayza yaku. 我要走了.(I got to leave.) 動詞/a-mu-sayza/指"要離開"，/a/為未來式前綴。中性格第1人稱代詞 yaku "我"之意.
3. Undaudauk. 請慢走.(Please take your time.)

- 請問語(Askings)：

1. Intua s pistubuan? 請問洗手間在那兒?(Where is the toilet?)為疑問句型. /s/為「關係詞」建立/intua/(那兒)及/pistubu-an/(洗手間)之語詞關係.
2. Haya s lapiza a tuali? 請問這個多少錢?(How much is this?)為疑問句型. /s/為「關係詞」建立/haya/(這個)及「連繫詞組」/lapiza a tuali/(多少錢)之語詞關係.

- 一般用語(General speakings)：

1. Minmulalulalu a shinshi thithu. 她是祭司(先生媽).(She is a priest.)為一般述說谓宾主结构句型。動詞 minmulalulalu 表示「做祭祀」，所有格語助詞 a 表示「的」，後接 shinshi(借自日語的「先生」一詞)為邏輯主語。shinshi 表示「祭司」或「老師」，故而「minmulalulalu a shinshi」為「連繫詞組」"先生媽"之意.thithu 為中性格第3人稱代詞,表示"她"。

## 外部連結
- 南投縣本土教育資訊網
- 政大原民語教文中心(邵語1-9階/認證題庫)（邵文）
- 邵語--台灣原住民歷史語言文化大辭典 （页面存档备份，存于）
- ABVD: Thao/Blust/白樂思
- 臺灣原住民族網路學院
- 邵網站/Ita Thaw （页面存档备份，存于）
- 邵族簡介
- NTNU-SCE （页面存档备份，存于）
- 邵族/中央研究院民族學研究所
- 台灣原住民數位博物館 （页面存档备份，存于）
- 臺灣中央研究院南島語數位典藏
- 台灣南島語言的奧秘(影片) （页面存档备份，存于）
- 公共電視知識的饗宴/第19集/台灣南島語言的奧秘 （页面存档备份，存于）
- 原住民族族語線上詞典 （页面存档备份，存于）

Template:瀕危語言